# John Wyre
John Harvey Wyre (* 17. Mai 1941 in Philadelphia/Pennsylvania; † 31. Oktober 2006 in St. John’s/Neufundland) war ein kanadischer Perkussionist, Komponist und Musikpädagoge US-amerikanischer Herkunft.

## Leben und Wirken
Wyre studierte von 1956 bis 1959 Perkussion bei Fred Hinger vom Philadelphia Orchestra und von 1959 bis 1964 an der Eastman School of Music bei William Street. Als Orchestermusiker gehörte er dem Oklahoma City Symphony Orchestra (1964–65), dem Milwaukee Symphony Orchestra (1965–66), dem Toronto Symphony Orchestra (1966–71 und 1975–81) und dem Orchester der Canadian Opera Company (1985–88) an. Ab 1987 hatte er außerdem Auftritte als Erster Paukist mit dem Boston Symphony Orchestra.
Von 1961 bis 1968 und erneut von 1996 bis 1998 war er Teilnehmer beim jährlich stattfindenden Marlboro Music Festival. 1970 lud ihn der japanische Komponist Toru Takemitsu ein, bei den Contemporary Music Concert Series im Rahmen der Expo ’70 in Osaka teilzunehmen. Während dieses Japanaufenthalts führte er als Solist mit dem Philharmonieorchester Japan unter Leitung von Lukas Foss seine eigene Komposition Bells auf. Im Folgejahr war er der Solist bei der Aufführung von Takemitsus Cassiopeia mit dem Boston Symphony Orchestra. 1971 gehörte Wyre zu den Gründungsmitgliedern des Perkussionsensembles Nexus, mit dem er zahlreiche Werke aufführte sowie Alben veröffentlichte und dem er bis 2002 angehörte.
Als künstlerischer Leiter initiierte und organisierte Wyre die World Drum Festivals, die 1984 beim Toronto International Festival, bei der Expo 86 in Vancouver, der Vancouver Commonwealth Conference 1987 und 1988 bei den Olympischen Winterspielen in Calgary, bei der Weltausstellung in Brisbane, der Expo 98 in Lissabon und der Expo 2000 in Hannover stattfanden.
1989 trat Wyre bei dem Scotia Festival in Halifax auf. 1998 organisierte er in Japan zwei Konzerte, bei denen der japanische Marimbaspieler Mika Yoshida mit dem Canada's Evergreen Club Contemporary Gamelan aus Japan, Indonesien, der Karibik und Südamerika aufführte. Am  Festival Canada 1998 in Ottawa war er als künstlerischer Leiter des Musaïc Ensemble beteiligt. Als Begleitmusiker wirkte er u. a. an Aufnahmen des  Lyric Arts Trio, von Murray Schafer und von Maureen Forrester mit.
Als Lehrer wirkte Wyre beim National Youth Orchestra of Canada (1967–69), an der University of Toronto (1971–74) und der Queen’s University, bei der Banff Summer School of the Performing Arts und an der Eastman School of Music. Außerdem gab er weltweit Workshops und Meisterklassen an Universitäten und bei Musikfestivals. 2002 erschien sein Buch Touched by Sound: a drummer’s journey, das neben seinen Erinnerungen seine Gedichte enthält. Im selben Jahr zeichnete ihn das Canada Council for the Arts mit dem Victor Martyn Lynch-Staunton Award aus.
Wyre erkrankte an Kieferkrebs und verstarb im Jahr 2006.

## Werke
- Bells (1970)
- Utau Kane No Wa (1974)
- Bernie (Bernie Piltch gewidmet, 1976)
- Connexus (1977)
- Mind the Wind (1982)
- First Flower (1984)
- Maruba (1987)

## Lexikalischer Eintrag
- William Schabas, Patricia Wardrop: John Wyre. In:  Encyclopedia of Music in Canada. herausgegeben von The Canadian Encyclopedia (englisch, französisch).